# Szagarakti-Szuriasz
Szagarakti-Szuriasz (kas. Šagarakti-Šuriaš, tłum. „bóg Szuriasz daje mi życie”) – król Babilonii z dynastii kasyckiej, następca i być może syn Kudur-Enlila; panował w latach 1245-1233 p.n.e. Niewiele wiadomo o wydarzeniach politycznych z okresu jego rządów, ale liczne teksty ekonomiczne powstałe za jego panowania przedstawiają państwo borykające się z różnymi ekonomicznymi i społecznymi trudnościami